# سلنید سرب
سلنید سرب (به انگلیسی: Lead selenide) با فرمول شیمیایی PbSe یک ترکیب شیمیایی است. که جرم مولی آن 286.16 g/mol می‌باشد. 